# 師多敏
師多敏（Dominic Pozzoni，1861年12月22日—1924年2月20日）香港宗座代牧区第三任宗座代牧。
1861年12月22日，師多敏出生于意大利。1885年3月1日晋升为神父，同年12月19日抵达香港。1905年7月12日就任香港宗座代牧区第三任宗座代牧，领衔Tavia主教。1924年2月20日在香港去世。